# 山形美容専門学校
山形美容専門学校（やまがたびようせんもんがっこう）とは、山形県山形市にある学校法人薬師の杜学園が運営する私立専修学校である。定員は80名である。
筆記・実技の美容師国家資格合格の指導の他、各種大会、コンテストにも力を入れている。全国規模の大会で毎年優秀な実績を残している。2年制の昼間課程の他、 3年制の通信教育も行っている。

## 沿革
- 1954年（昭和29年）- 山形厚生専門学校に美容科を併設。
- 1969年（昭和44年）- 山形県美容業環境衛生同業組合立山形美容専修学校として山形市薬師町に移転した。
- 1997年（平成9年） - 新校舎落成。
- 2000年（平成12年） - 専門課程設置に伴い山形美容専門学校に校名変更。東北エステティックアカデミー協会フェイシャルエステティシャン、日本ネイリスト協会認定校に認定。
- 2006年（平成18年） - 校舎増改築落成。
- 2007年（平成19年） - 日本メイクアップ連盟認定校となる。
- 2012年（平成24年） - 学校法人 薬師の杜学園設立。
- 2013年（平成25年） - SBS(全美連評価認定制度)　着付認定校、SBS(全美連評価認定制度)　接遇マナー認定校となる。

## カリキュラム
- ヘアスタイル
- メイクアップ
- ネイル
- エステ
- まつげエクステ
- 着付け

## 取得できる資格
- 美容師国家試験受験資格
- 日本メイクアップ連盟 MSOJメイクアップ検定（3級・2級）
- NPO法人日本ネイリスト協会 JNAジェルネイル技能検定（初級・中級）
- 日本ネイリスト検定試験センター NECネイリスト技能検定（3級・2級）
- A.F.T色彩検定3級
- 日本エステティック協会認定 フェイシャル エステティック
- 東北エステティックアカデミー協会認定 フェイシャル エステティック

## 年間行事
- 一学期
  - 4月 - 入学式
  - 5月 - 宿泊研修
  - 6月 - 体験入学会、
  - 7月 - 一学期末試験、授業参観、体験入学会、一学期終業式
- 二学期
  - 8月 - 体験入学会、二学期始業式
  - 10月 - 学園祭
  - 11月 - 二学期末試験
  - 12月 - 二学期終業式
- 三学期
  - 1月 - 三学期始業式
  - 2月 - 学年末試験
  - 3月 - 就職講座、卒業式、三学期終業式、進路ガイダンス

## 所在地

### 住所
〒990-0053　山形県山形市薬師町一丁目4番25号

### 周辺
- 山形県護国神社
- 馬見ヶ崎川
  - 馬見ヶ崎河川公園